# IG Kunst, Kultur und Medien
Industriegewerkschaft Kunst, Kultur und Medien (IG Kunst, Kultur und Medien; pol. Przemysłowy Związek Zawodowy Sztuka, Kultura i Media) – niemiecki związek zawodowy, już nieistniejący. Miał siedzibę w Hamburgu i należał do DGB.
Organizacja została założona dnia 27 września 1949 we Frankfurcie n. Menem jako Gewerkschaft Kunst (Związek Zawodowy Sztuka), który narodził się z założonej w 1946 roku organizacji Gewerkschaft der geistigen und kulturell Schaffenden. Z biegiem czasu do związku dołączały kolejne grupy zawodowe związane z szeroko rozumianą działalnością twórczą: w roku 1950 grupa "Funk" (radio) a w latach 70. XX wieku związek Gewerkschaft der Musikerzieher und konzertierenden Künstler (GDMK; Związek Zawodowy Wychowawców Muzycznych i Artystów Koncertujących), grupa zawodowa Jazz/Rock/Pop/improvisierte Musik (Jazz/Rock/Pop/Muzyka improwizowana) oraz Federalne Zjednoczenie Zrzeszeń Związkowych Artystów-Twórców (Bundesvereinigung der Gewerkschaftsverbände Bildender Künstler BGBK).
W roku 1989 związek IG Kunst, Kultur und Medien zjednoczył się ze związkiem IG Druck und Papier, tworząc związek IG Medien, z którego fuzji z czterema innymi związkami w roku 2001 powstał związek ver.di.

## Przewodniczący IG Kunst, Kultur und Medien
- 1949 – 1954: Willi Feldmann
- 1954 – 1962: Heinrich Wüllner
- 1962 – 1966: Victor de Kowa
- 1966 – 1973: Wolfgang Windgassen
- 1973 – 1980: Otto Sprenger
- 1980 – 1989: Alfred Horné